# Jean II de Nuremberg
Jean II (vers 1309 ou 1320 – 1357) est burgrave de Nuremberg de 1332 à sa mort.

## Biographie
Jean II est le fils du burgrave Frédéric IV de Nuremberg et de Marguerite de Carinthie. Il succède à son père en 1332 et continue à servir fidèlement l'empereur Louis IV. En 1320, après la disparition du dernier duc de la maison d'Ascanie, Jean II est le premier de la lignée des Hohenzollern à occuper un poste important dans la marche de Brandebourg. En 1323, lors de la Diète de Nuremberg,  malgré les récriminations du roi de Bohême, du duc de Saxe et du prince d'Anhalt, Louis IV accorde le fief de Brandebourg à son fils aîné Louis de Bavière. En 1348, Jean II se voit confier le gouvernement de la marche de Brandebourg. En 1340, après l'extinction des comtes d'Olamünde, possesseur des biens de la Maison d'Andechs-Meran, Jean II de Nuremberg acquiert le comté de Kulmbach et le château de Plassenburg. De cet héritage provient la légende de la « Dame Blanch », la dernière comtesse Orlamünde, cette dernière se manifestant dans les différentes demeures des Hohenzollern comme un mauvais présage,.
L'épidémie de peste noire frappe Nuremberg sous le règne de Jean II et fait de nombreuses victimes. La population juive est tenue pour responsables de la maladie et de nombreux Juifs sont assassinés, sans que le burgrave intervienne pour y mettre un terme.
Son fils Frédéric V et son frère Albert lui succèdent à sa mort. Albert est co-burgrave de Nuremberg de 1357 à 1361.

### Mariage et descendance
Jean II épouse Élisabeth (morte en 1377), fille du comte Berthold VII d'Henneberg. Cinq enfants sont nés de cette union:
- Frédéric V (1333-1398), burgrave de Nuremberg
- Marguerite (morte en 1377), épouse en 1359 le duc Étienne II de Bavière ;
- Élisabeth (morte vers 1383), épouse en 1360 le comte Ulrich de Schaunberg (de) ;
- Anne (morte en 1383), abbesse de monastère de Birkenfeld puis de celui de Himmelkron ;
- Adélaïde (fl. 1361-1370), en tant que successeure de sa sœur, abbesse du monastère de Birkenfeld (de).